# Svetozar Miletić (homme politique)
Pour les articles homonymes, voir Svetozar Miletić.
Svetozar Miletić (en serbe cyrillique : Светозар Милетић ; né le 22 février 1826 à Mošorin et mort le 4 février 1901 à Vršac) est un avocat, un journaliste et un écrivain serbe. Il a été maire de Novi Sad, l'actuelle capitale de la province autonome de Voïvodine, en Serbie, et le chef politique des Serbes de cette région à l'époque où elle faisait partie de l'empire d'Autriche et de l'Autriche-Hongrie. Il a été également membre honoraire de l'Académie royale de Serbie à partir de 1892.

## Biographie
Svetozar Miletić est enterré dans le cimetière de la Dormition à Novi Sad ; sa tombe fait partie d'un ensemble de 24 tombes de personnalités historiques, culturelles et politiques inscrites sur la liste des monuments culturels protégés (n° d'identifiant SK 1588).

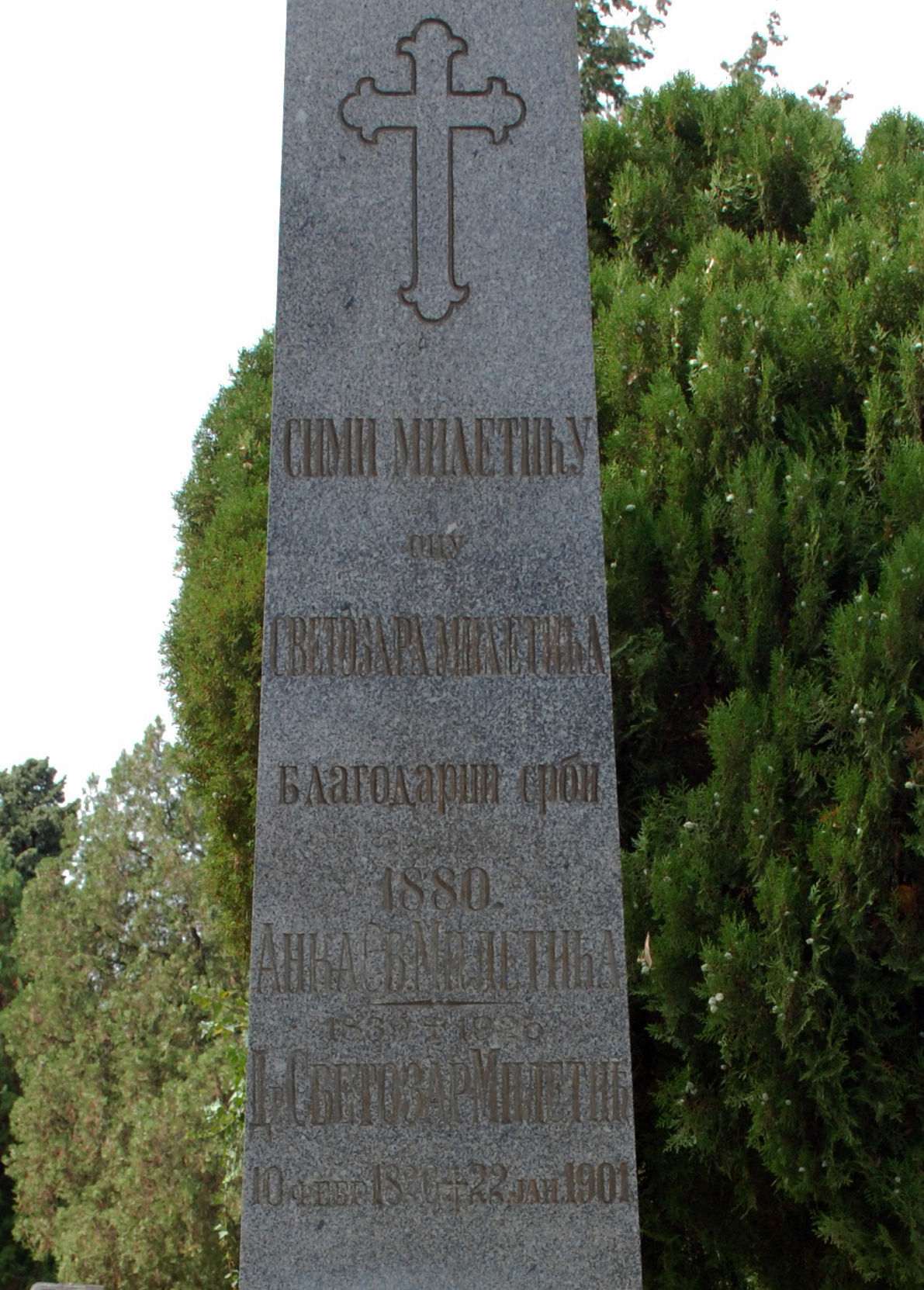
La tombe de Svetozar Miletić dans le cimetière de la Dormition à Novi Sad

.

## Hommages

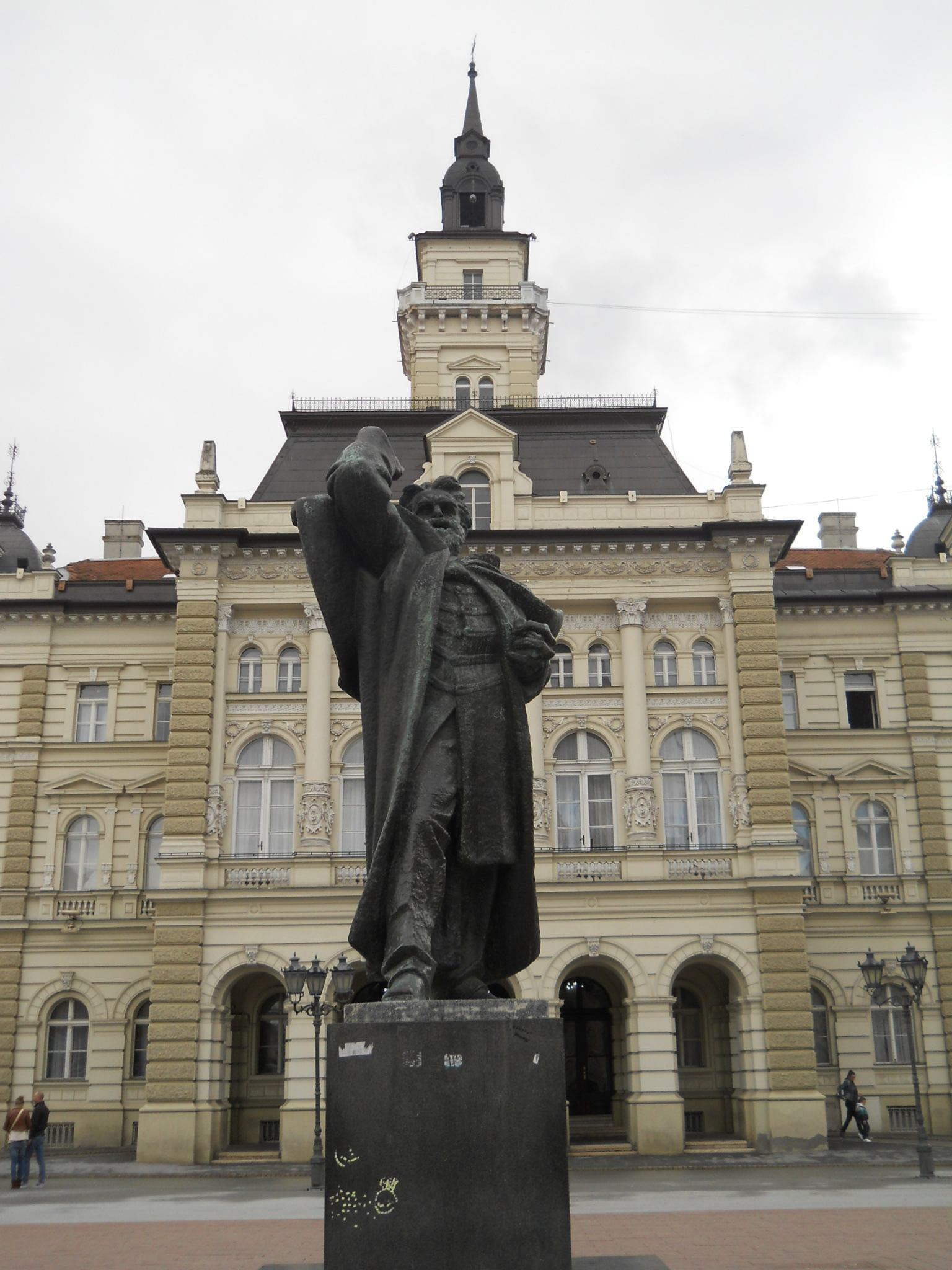
Le monument de Svetozar Miletić à Novi Sad

Une statue monumentale de Svetozar Miletić a été érigé sur le Trg slobode (la « place de l'Hôtel de ville »), devant l'hôtel de ville de Novi Sad ;  ; cette œuvre du sculpteur croate Ivan Meštrović, inaugurée en 1939, est inscrite sur la liste des monuments culturels de grande importance de la république de Serbie (identifiant n° SK 1165).
Le village de Lemeš, près de Sombor, est devenu Svetozar Miletić, a village en 1925 ; de même, le village Miletićevo, dans la municipalité de Plandište, doit son nom actuel à Svetozar Miletić.
Selon un ouvrage conçu par un comité d'académiciens serbes et publié pour la première fois en 1993, Svetozar Miletić figure sur la liste des 100 Serbes les plus éminents  (ISBN 978-86-82273-08-0).

## Ouvrages
- Na Tucindan (Avant Noël), 1860 ;
- Istočno pitanje (La Question orientale), 1863 ;
- Značaj i zadatak srpske omladine (L'Importance et la Tâche du Mouvement Jeunesse serbe), 1866 ;
- Federalni dualizam (Dualisme fédéral) 1866 ;
- Osnova programa za srpsku liberalno-opozicionu stranu (Programme de base du Parti serbe d'opposition libérale), 1869 ;
- O obrazovanju ženskinja (L'Éducation des femmes), 1871.